# Ralph Lane
Ralph Lane (1530, Lympstone, Devon, Engeland - 1603) was een Engelse ontdekkingsreiziger. Zijn vader was Ralph van Orlingbury. Zijn moeder was de dochter van William Parr en nicht van Catharina Parr, de laatste echtgenote van de koning Hendrik VIII van Engeland.
In 1563 trad Lane in dienst van de Kroon als een adjudant in de koninklijke huishouding van koningin Elizabeth I van Engeland waar hij onder andere verantwoordelijk was voor handhaving van de wet en douanetaken. Tussen 1583 - 85 was hij sheriff van County Kerry in Ierland. In 1585 begeleidde hij Walter Raleigh op diens tweede expeditie naar de Nieuwe Wereld. 

## Roanoke

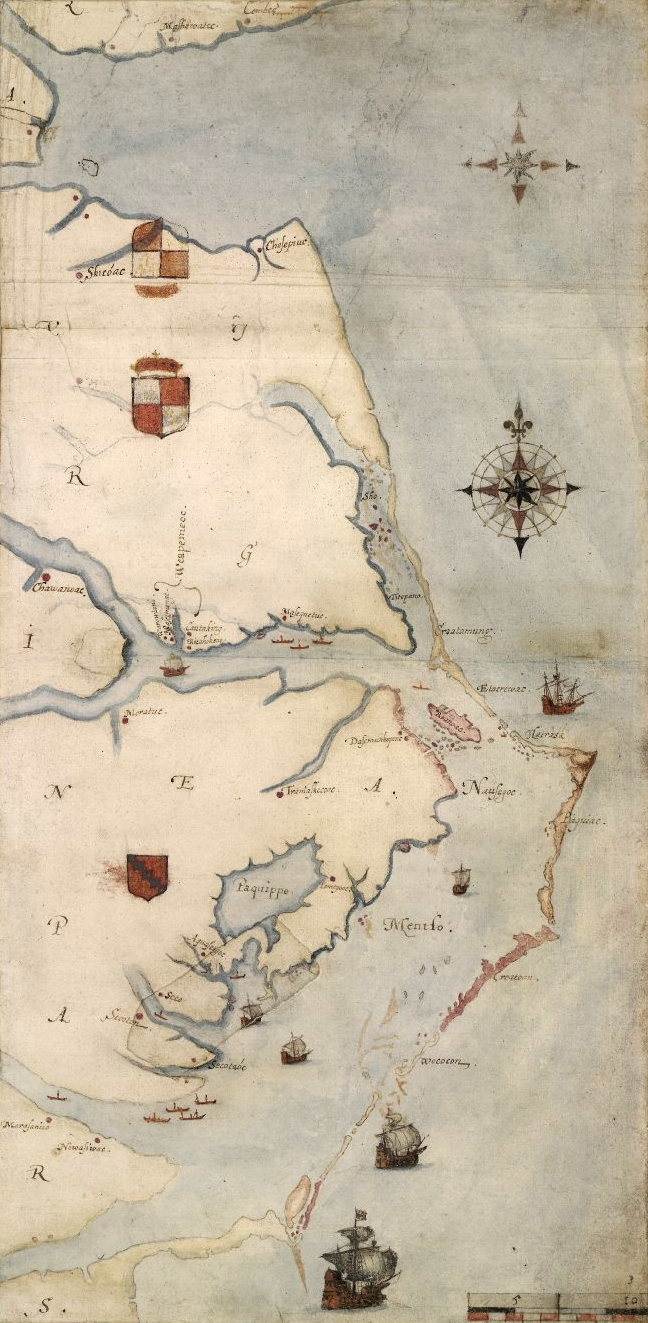
Een kaart van het Roanoke-gebied, door John White

Lane is nog het meest bekend van zijn onsuccesvolle poging om, op verzoek van Walter Raleigh, een kolonie te stichten op Roanoke Island. Koningin Elisabeth zocht gebieden voor het stichten van kolonies en Amerika was rijp voor de Engelse expansie in de 16de eeuw. De ongelukkige tocht startte op 9 april 1585 toen Lane de tocht aanvatte vanuit Plymouth in het zuidwesten van Engeland met een neef van Raleigh, Sir Richard Grenville. De reis op het schip Tiger bleek moeilijk omdat Lane zich zag blootgesteld aan het agressieve leiderschap van Grenville. Tegen het einde van juni bereikten ze Wococon op de Outer Banks van North Carolina.  
Op Roanoke Island, Virginia, werd een kolonie gesticht. In augustus van dat jaar zeilde Grenville terug naar Engeland en liet Lane als gouverneur met 107 kolonisten achter om de omgeving te verkennen en een versterkte nederzetting te bouwen. Lane liet zijn manschappen de omgeving verkennen in een straal van bijna 200 km en een fort oprichten om hun nederzetting te beschermen. Zo was Lane de eerste die de Albemarle Sound verkende. Er werd ook contact gelegd met de indianen. Deze werden door de kolonisten slecht behandelden. Zo ontvoerden de kolonisten verschillende malen indianen om goederen of informatie af te persen. Lane kon het ook niet vinden met het opperhoofd van een lokale stam. Toen opperhoofd Wingina andere stammen probeerde aan te zetten tot een aanval op de kolonie liet Lane hem, op 10 juni 1586, doden. 
Deze handelwijzen resulteerden mogelijkerwijs in de roemruchte verdwijning van de Roanoke-kolonisten. Op 11 juni 1586 arriveerde Francis Drake met voorraden en neemt Lane en de zijnen mee naar Engeland. 15 kolonisten bleven. Drake en Lane arriveerden op 28 juli 1586 in Plymouth. Toen John White in 1587 een nieuwe groep naar Roanoke Island bracht bleken de achtergebleven kolonisten te zijn gedood door de lokale bevolking.

## Adelstand
Na zijn vertrek van Roanoke nam Lane deel aan verschillende expedities en had verschillende militaire functies. In 1588 werd hij inspecteur van Tilbury Fort in Essex. In 1589 werd hij inspecteur van het gehele Engelse leger en nam deel aan de oorlogsraad om de verdediging tegen de Spaanse Armada te bespreken. Hij werd gouverneur van de eilanden Guernsey en Isle of Wight. Hij januari 1592 werd benoemd tot gouverneur van Ierland. Op 15 oktober 1593 werd hij in de adelstand verheven en sindsdien mag hij als sir benoemd worden. Een jaar later raakte hij ernstig gewond bij een Ierse opstand tegen de Engelse Kroon. Lane overleed in oktober 1603.